# Ondřej Škrabal
Ondřej Škrabal (* 1992) je spisovatel, divadelní režisér a publicista; zakladatel pražského divadelního Studia Rote a bývalý šéfredaktor Psího vína.

## Život a kariéra
V roce 2016 založil Škrabal pražské divadelní Studio Rote, ve kterém je podepsán pod inscenacemi jako Sebeobviňování (Peter Handke), Bunkr (MeetFactory), Tu noc těsně před lesy (Bernard-Marie Koltès, Divadlo X10) nebo Královna duchů (Elfriede Jelinek, A studio Rubín). Spolu s Lubošem Svobodou přetvořil časopis Psí víno do on-line literární platformy.
V roce 2018 vyšel jeho knižní debut Platná pravidla pro herce. Ve stejném roce obdržel za text Zjevení pudla ocenění na festivalu Nová Dráma. Za pozdější stejnojmennou inscenaci v Divadle Komedie byl Martin Pechlát nominován na Cenu Thálie 2019. RTVS natočil text jako rozhlasovou hru s Dušanem Cinkotou.
Dlouhodobě spolupracuje s ČRo Vltava. Jeho texty se objevují v médiích jako A2, Salon Práva, Respekt, Radio Wave, Full Moon, Tvar, Kapitál a dalších.

## Dílo

#### Knihy
- Platná pravidla pro herce, Lačnit Press 2018 – poezie/konceptuální literatura
- Zjevení pudla, Studio Rote 2018 – divadelní text
- Soukromý výklad pravidel hry Go in Básne SK/CZ 2018, literarnyklub.sk 2018 – poezie
- zima, jaro, léto, podzim... a zima – s Ondřejem Buddeusem, Alžbětou Stančákovou a Sárou Vybíralovou, Papelote, 2016
- Cesta k billboardu, Listen 2022 – krátké prózy
- Druhé Německo, Listen 2024

#### Beletrie – noviny a časopisy
- Jarní opatření, Respekt[9]
- Nemožnost westernu, A2[10]

#### Eseje a publicistika
- Divadlo a digitalita, Salon Práva[11]
- Absence katarze, Salon Práva[12]
- Konec narcistních falokratů, A2[13]

## Ocenění, nominace
- 2013, Cena Maxe Broda (CZ), esej Proč číst Kafku
- 2016, Rezidence Meetfactory – zakončená autorskou inscenací Bunkr
- 2018, Nová Dráma (SK), 2018 – za text Zjevení pudla
- 2018, Dramatická cena Aura-pontu (CZ), 2018 – 3. místo za text Syntetická hostina
- 2020, Dresdner Lyrikpreis / Drážďanská cena za poezii (DE) – nominace